# Jean Finot
Jean Finot, nascido Finkelstein (Varsóvia, 1856 — 1922), foi um escritor polones.